# Bodegón con membrillo, repollo, melón y pepino (Sánchez Cotán)
El Bodegón con membrillo, repollo, melón y pepino es una obra de Juan Sánchez Cotán, conservada en el Museo de Arte de San Diego. 

## Introducción
Sánchez Cotán realizó pinturas religiosas, paisajes y algún retrato, pero es especialmente reconocido por sus siete bodegones conocidos. Por su composición austera y la sobriedad de sus elementos estos lienzos han sido interpretados en clave religiosa, aunque en los textos de aquella época nada se dice al respecto.
La pintura de bodegón tenía varios antecedentes, pero solo devino un género aparte —en la pintura de caballete— a finales del siglo XVI.  Antes de ingresar —en 1603— en la Cartuja de Granada, Sánchez Cotán hizo un inventario de sus bienes en el que se cita la presente obra. Por lo tanto, sus bodegones se sitúan en los orígenes mismos de este género en España y son de los primeros de Europa, ya que el Cesto con frutas de Caravaggio es de ca. 1596.Obras anteriores, como el florero en el reverso del Retrato de un hombre joven orante —de Hans Memling, Museo Thyssen-Bornemisza— deben ser consideradas como una obra simbólica o como un complemento de otra pintura, más que un bodegón stricto sensu.

## Análisis de la obra

### Datos técnicos y registrales
- Museo de Arte de San Diego, Accession Number: 1945.43;[7]
- Pintura al óleo sobre lienzo;
- Dimensiones: 65 x 81 cm, según Orozco (68.9 cm x 84.46 cm, según el museo);
- Datación: hacia 1602;
- Firmado en la parte central-izquierda: Ju. Sánchez Cotán F:
- Consta con el n.º 20 en el catálogo de Emilio Orozco.[8]

### Descripción de la obra
El pintor representa un membrillo y una col —ambos pendientes de cuerdas— un melón y un pepino, en el interior de una ventana, ante un fondo oscuro. El esquema geométrico de la composición y su parquedad de elementos, anticipan su posterior Bodegón del cardo. Al melón le falta un trozo, y tiene una tajada a su lado. El punto de vista es algo elevado, y la iluminación proviene del ángulo superior izquierdo. Formando una parábola, ningún objeto se une al contiguo, ni se distancia de él, rompiendo la línea de composición. Asimismo, muestran una perfecta gradación en la profundidad, quedando más alejado el membrillo y más cercano el pepino, que proyecta un tercio de su longitud sobre el borde de la ventana. La violenta luz no solo perfila los elementos, sino que también provoca ligeros reflejos en ellos, acentuando su corporeidad.
Con la forma y el toque de la pincelada, el pintor describe minuciosamente lo duro y lo blando, lo seco y lo jugoso de cada elemento. El color refuerza su corporeidad y cualidad, de forma que tanto los objetos más grandes, como los detalles más pequeños —las  pepitas del melón— están delicadamente descritos, sin que nada pierda su entidad. En el melón, cabe destacar los tonos verdes y amarillentos —en la pulpa se matizan en rosa asalmonado— así como las rugosidades de la piel y las ligeras rebabas en su perfil. El pepino y la tajada de melón rebasan el borde de la ventana y proyectan su sombra en el muro, creando un efecto de trampantojo, aparentando salirse del cuadro.

### Procedencia
- Colección real española ( - 1809);
- José Bonaparte, como rey de España (1809 - 1813);
- José Bonaparte, en Francia (1813 - 1816);
- José Bonaparte (como conde de Survilliers), New Jersey (1816 - 1845);
- Jacob M. Heimann, New York (ca. 1945 - 1945);
- Newhouse Galleries, Inc., New York, New York ( - );
- Mondschien Gallery, New York ( - ca. 1945);
- Anne R. and Amy Putnam, San Diego, California ( 29 de octubre de 1945);
- Ingresa en el Museo de Arte de San Diego (1945).